# Tricorynus sharpi
Tricorynus sharpi är en skalbaggsart som först beskrevs av Maurice Pic 1912.  Tricorynus sharpi ingår i släktet Tricorynus och familjen trägnagare. Inga underarter finns listade i Catalogue of Life.